# Catedral de Civitavecchia

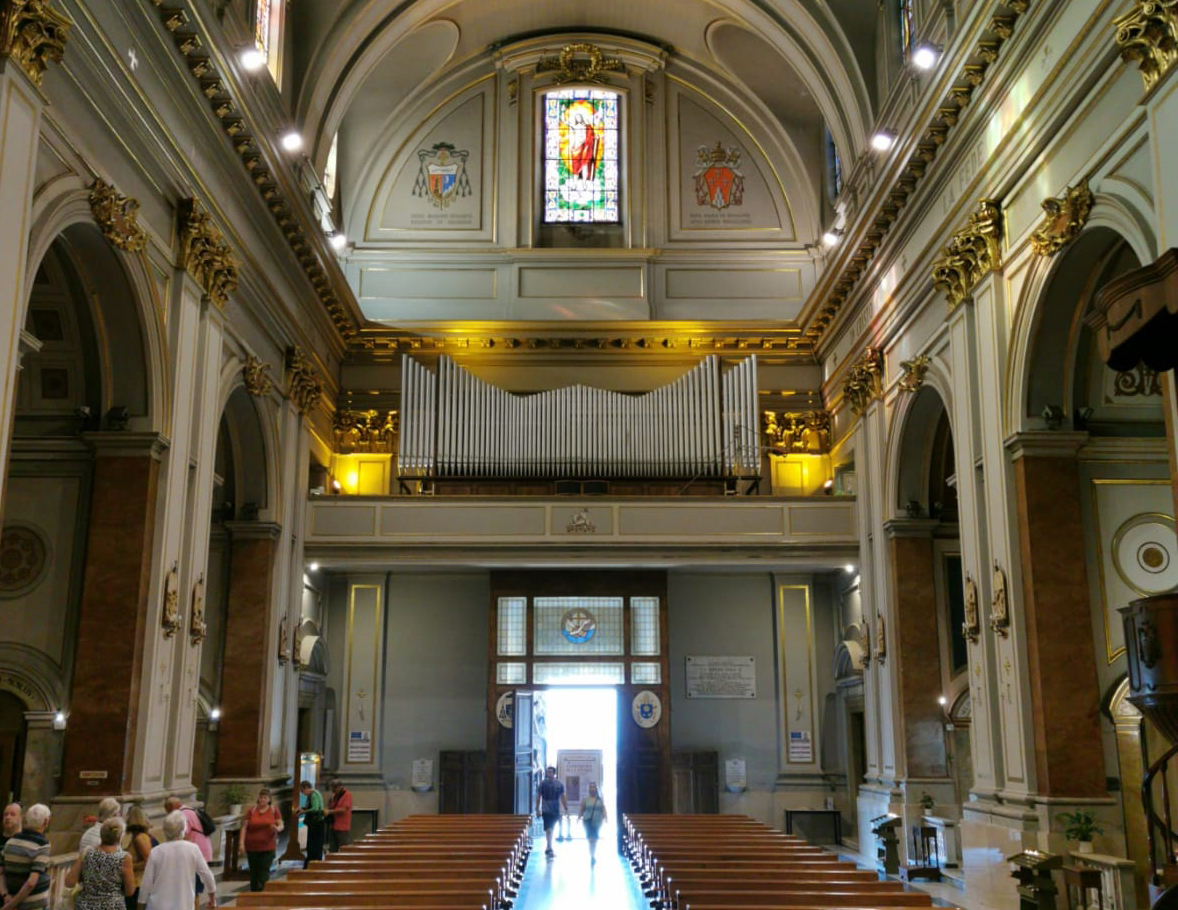
Interior hacia la contrafachada

La Catedral de San Francisco de Asís es la iglesia principal de Civitavecchia, en el centro histórico de la ciudad. Tiene vistas a la Piazza Vittorio Emanuele II y es la sede de la silla episcopal de la diócesis de Civitavecchia-Tarquinia.

## Historia
Fue construida sobre los restos de una pequeña iglesia franciscana construida bajo el pontificado de Pablo V, en 1610. Posteriormente fue reconstruido a instancias del Papa Clemente XIV, quien encargó las obras al arquitecto Francesco Navone, y finalizado bajo el pontificado del Papa Pío VI en 1782. Se convirtió en catedral en 1805. Seriamente dañada por los bombardeos de 1943, fue completamente restaurada en 1950 según un diseño del arquitecto Plinio Marconi.

## Estructura
Consta de una sola nave. Tiene una alta portada barroca de doble orden jónico, una única puerta central insertada en ella y una amplia escalera. No tiene crucero y está completamente desnudo en la parte trasera. En una capilla lateral, al lado derecho, se encuentra un Nacimiento atribuido al colegio Domenichino. Sobre el tímpano se encuentran dos grandes figuras escultóricas, que representan Fe y Justicia, obra de Pietro De Laurentiis, debajo del mismo se puede observar un fresco de Antonio Nessi que representa a San Francisco recibiendo los estigmas.
En su interior se encuentra un órgano de tubos de la Fabbrica Artigiana Organi Pinchi de Foligno. Fue restaurado y ampliado por el mismo fabricante en otoño de 2019.